# 필리핀의 국기
필리핀의 국기는 위는 파랑, 아래는 빨강에 왼쪽에 흰색의 정삼각형에 태양과 3개의 별이 나와 있다. 필리핀의 국기는 국가가 전쟁 중일 때 국기로써 이를 평시와 구별한다. 평시에는 평화를 상징하는 파랑색을 상단으로 배열하고, 전쟁 시에는 국민의 용기를 상징하는 붉은색 부분이 상단으로 배열된 군기가 사용된다. 군기는 과거에 미국-필리핀 전쟁, 일본의 필리핀 침공 당시에 게양되었다.

## 도안과 상징
필리핀의 국기는 필리핀의 독립운동가인 에밀리오 아기날도가 처음 고안하였다.
필리핀의 국기의 파란색은 이상, 붉은색은 용기, 흰색은 평화와 평등을 상징하며, 세 개의 별은 필리핀의 주요 섬인 루손섬, 비사야 제도, 민다나오섬을 상징한다(처음에는 비사야 제도 대신 비사야 제도의 한 섬인 파나이섬을 상징하였다). 태양의 여덟 개의 햇살은 최초로 스페인에 반기를 든 8개 주(마닐라, 카비테주, 불라칸주, 팜팡가주, 누에바에시하주, 타를라크주, 라구나주, 바탕가스주)를 나타낸다. 많은 사람들이 마닐라를 한 개의 도시로 생각하고 있으나, 마닐라와 인근 지역은 행정 구역상 독립된 주이며 오늘날에는 마닐라 대도시를 형성한다. 이 국기는 1919년까지 11년 동안 미군정이 사용을 금지시켰다.

## 규격과 색상
필리핀의 국기의 가로세로 비율은 1:2이다. 흰색 삼각형은 정삼각형으로, 정삼각형의 변의 길이는 세로의 길이와 일치한다. 또한 세 개의 별의 꼭짓점은 별의 중앙을 향해 있다. 자세한 규격은 아래의 사진을 참고한다.

필리핀 국기의 규격

### 색상
| 색상 | 파랑               | 빨강                | 하양                  | 노랑                 |
| ---- | ------------------ | ------------------- | --------------------- | -------------------- |
| RGB  | 0-56-168 (#0038A8) | 206-17-38 (#CE1126) | 255-255-255 (#FFFFFF) | 252-209-22 (#FCD116) |
| CMYK | C100-M60-Y0-K5     | C0-M90-Y65-K10      | N/A                   | C0-M18-Y85-K0        |

## 그 외의 기

대통령기 (1946년~1948년)
대통령기 (1948년~1951년)
대통령기 (1951년~1965년)
대통령기 (1981년~1986년)
대통령기 (1986년~2004년)

대통령기
부통령기
필리핀의 국기를 세로 방향으로 게양한 모습
해군 선수기

## 역대 필리핀의 국기

마긴다나오 왕국의 국기 (16세기 초반 이후~19세기)
술루 술탄국의 국기 (16세기 후반~1898년)
필리핀의 국기 (1897년)
아기날도의 기 (1898년~1901년)
아기날도의 기 (뒷면) (1898년~1901년)
필리핀의 국기 (1898년~1901년)
필리핀의 국기 (1919년~1936년)
필리핀의 국기 (1936년~1998년)
필리핀의 국기 (1943년~1945년)
필리핀의 국기 (1985년~1986년)
필리핀의 전쟁기 (1936년~1998년)

### 그 외의 기
- 대통령기
(1946년~1948년)
- 대통령기
(1948년~1951년)
- 대통령기
(1951년~1965년)
- 대통령기
(1981년~1986년)
- 대통령기
(1986년~2004년)

## 같이 보기
- 필리핀의 국장